# Adam Hall
Adam Hall (* 14. srpna, 1980, Kalamazoo, USA) je bývalý americký profesionální hokejista, který v severoamerické NHL odehrál téměř 700 utkání základní části za sedm různých klubů. Před angažmá v NHL čtyři roky studoval na Michigan State University a hrál za místní univerzitní klub. Kariéru zakončil třemi sezónami ve švýcarské lize National League A (NLA) za klub HC Ambrì-Piotta. V letech 2003–2007 reprezentoval Spojené státy na mistrovstvích světa, z ročníku 2004 má bronz.